# Toyota City Challenger 1982
Il Toyota City Challenger 1982 è stato un torneo di tennis facente parte della categoria ATP Challenger Series nell'ambito dell'ATP Challenger Series 1982. Il torneo si è giocato a Toyota in Giappone dal 29 aprile al 5 maggio 1982 su campi in cemento.

## Vincitori

### Singolare
Wally Masur ha battuto in finale  Joel Bailey

### Doppio
- Torneo di doppio non disputato